# آرتاک گریگوریان (دولتمرد)
آرتاک آشوتی گریگوریان (ارمنی: Արտակ Աշոտի Գրիգորյան؛ زادهٔ ۳۰ اکتبر ۱۹۶۷) یک سیاستمدار اهل ارمنستان است که از تاریخ ۱۹۹۹ تا تاریخ ۲۰۰۳ سمت نمایندگی دوره دوم مجلس ملی جمهوری ارمنستان را برعهده داشت.

## زندگی‌نامه
در ۳۰ اکتبر ۱۹۶۷ در مارتونی به دنیا آمد و از دانشگاه پزشکی دولتی ایروان فارغ‌التحصیل شد. 